# イーゾラ・デル・ジリオ
イーゾラ・デル・ジリオ（伊: Isola del Giglio）は、イタリア共和国トスカーナ州グロッセート県にある、人口約1,300人の基礎自治体（コムーネ）。ティレニア海に浮かぶジリオ島（イーゾラ・デル・ジリオ）と、その属島からなる。
ジリオ島は、自然と史跡に恵まれたリゾート地として知られる。2012年1月にはコスタ・コンコルディアの座礁事故が発生した。

## 名称
島の名は、もともとラテン語で「羊の島」アエギリウム（Aegilium）と呼んでいたものが変化したものであるが、ジリオ（giglio）はイタリア語で「ユリ」を意味する。ユリはかつてこの島を治めていたフィレンツェの紋章でもある。

## 地理

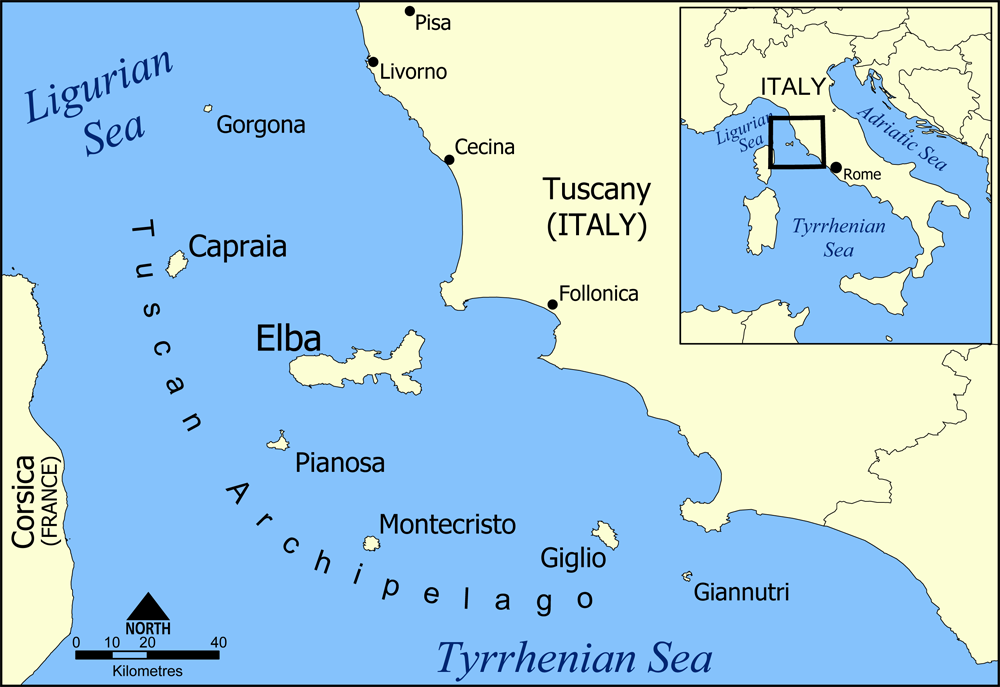
トスカーナ諸島

### 位置・広がり
島としてのジリオ島（イーゾラ・デル・ジリオ）は、ティレニア海のトスカーナ群島に属する7つの島のうちのひとつ。本土で最も近いモンテ・アルジェンターリオの海岸からは、西へ約14km離れている。ジリオ島の南東約16kmにはジャンヌートリ島が、西約45kmにはモンテクリスト島がある。
コムーネとしてのイーゾラ・デル・ジリオは、ジリオ島とジャンヌートリ島（人口約100人）からなっている。グロッセート県では最も南に位置するコムーネで、県都グロッセートの南南西約49km、州都フィレンツェの南約160km、チヴィタヴェッキアの西北西約79km、首都ローマの西北西約140kmの距離にある。

### 地勢
ジリオ島はほとんどが花崗岩からなり、地形は山がちである。島の最高峰は Poggio della Pagana（496 m）。岩がちな海岸線の延長は27kmで、いくつかの入り江（Arenella、Cannelle、Caldane、Campese）がある。
ジリオ島はトスカーナ群島国立公園 (it:Parco nazionale dell'Arcipelago Toscano) に含まれ、豊かな生態系に恵まれている。島の90%は地中海性森林 (en) であり、広大なマツ林が広がっている。
島の平滑な崖には多くのブドウ畑があり、ここで栽培される「ヴィーノ・アンソナコ」（Vino Ansonaco）と呼ばれる品種のブドウからは島特産のワインが生産されている。

### 気候分類・地震分類
イーゾラ・デル・ジリオにおけるイタリアの気候分類 (it) および度日は、zona D, 2084 GGである。
また、イタリアの地震リスク階級 (it) では、zona 4 (sismicità molto bassa) に分類される。

## 行政

### 分離集落
コムーネとしてのイーゾラ・デル・ジリオには4つの地区（分離集落、フラツィオーネ）があり、ジリオ島は3つの地区に分けられる。
- ジャンヌートリ（Isola di Giannutri）
- ジリオ・カステッロ（Giglio Castello）
- ジリオ・ポルト（Giglio Porto）
- ジリオ・カンペーゼ（Giglio Campese）

島の東海岸にあるジリオ・ポルト（Giglio Porto）は、島の玄関となるジリオ港を擁している。Chiesa や Moletto、Saraceno といった集落はこの地区に属する。島の西北、最大の入り江であるカンペーゼ湾に面したジリオ・カンペーゼ（Giglio Campese）は、近代的な海岸リゾート地区となっている。島の中央、ポルトとカンペーゼの中間の丘の上にあるジリオ・カステッロ（Giglio Castello）は、古い城砦都市である。この地区にはCasamatta、Centro、Cisterna、Rocca といった集落が属する。
- ジリオ・ポルト
- ジリオ・カステッロ
- ジリオ・カンペーゼ
- ジリオ島。右下が北。
- ジリオ島の斜面と海
- ジャンヌートリ島

## 歴史

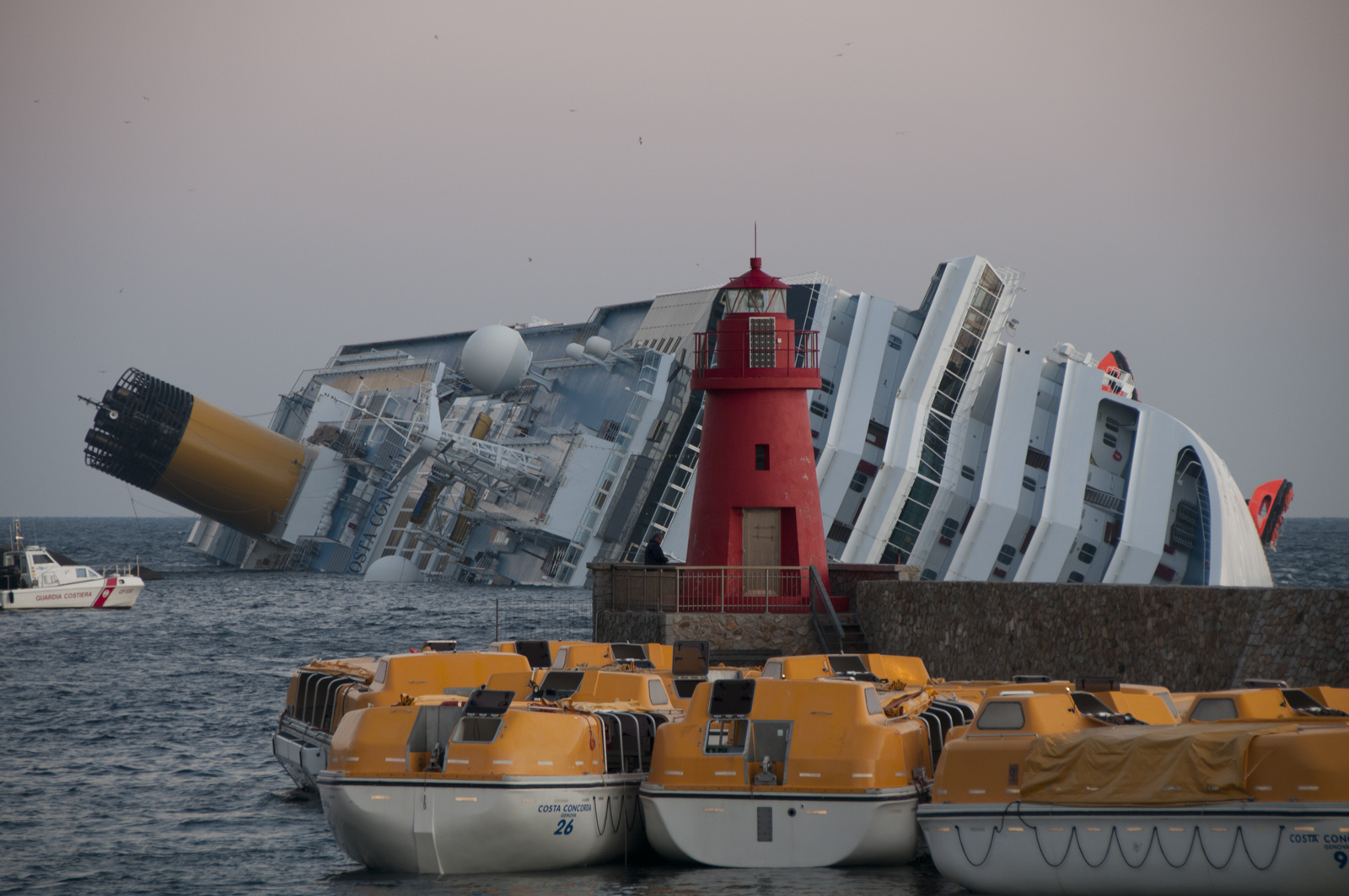
コスタ・コンコルディアが座礁した事故

### 古代
ジリオ島には鉄器時代から居住者がおり、のちにエトルリア人たちが軍事的な要塞として利用した。

### 中世・近世
805年、カール大帝によってローマのトレ・フォンターネ修道院に寄進された。その後、島はアルドブランデスキ家、カエターニ家、オルシーニ家といった有力貴族や、ペルージャ市の統治下におかれた。1241年、シチリア王国のフェデリーコ1世（神聖ローマ皇帝フリードリヒ2世）はジェノヴァの艦隊を打ち破っている。1264年からはピサ市の領有となり、その後メディチ家の領地となった。島はたびたびイスラム教徒の侵攻を受けており、最後のものは1799年であった。

### 近代・現代
2012年1月13日、島の東岸ジリオ・ポルト（ジリオ港）の沖合で、豪華客船コスタ・コンコルディアが座礁・転覆する事故が発生した（コスタ・コンコルディアの座礁事故参照）。

## 社会

### 経済・産業
主要な産業は観光業である。島は自然に恵まれ、多様な動植物がみられる。海洋の生物相も豊かであり、スキューバダイビングのポイントとしても知られている。
原産地統制呼称（DOP）ワインである「アンソニカ・コスタ・デッラルジェンタリオ」 (it:Ansonica Costa dell'Argentario) の産地である。このワインは、このコムーネ（およびモンテ・アルジェンターリオ）で栽培される「ヴィーノ・アンソナコ」（Vino Ansonaco）から生産される。

## 交通
- ジリオ港（ジリオ・ポルト）

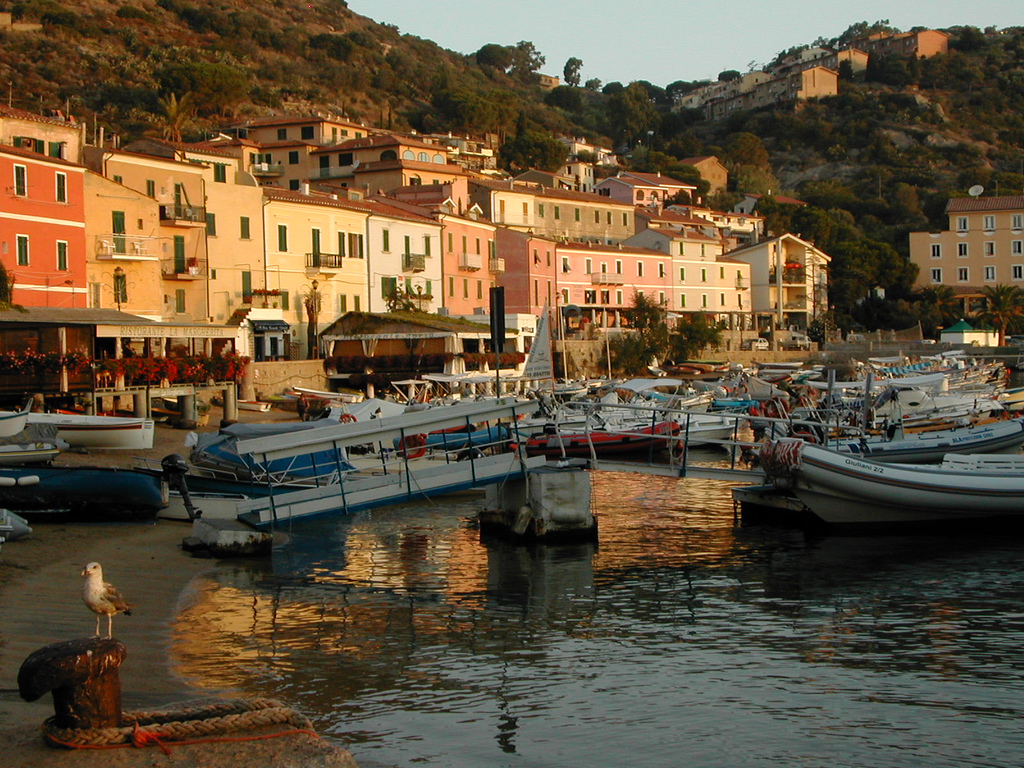
ジリオ港

本土（モンテ・アルジェンターリオ）のサント・ステーファノ港 (it:Porto Santo Stefano) との間に、ナヴィガツィイオーネ・マレジリオ社(compagnie di navigazione Maregiglio）とトレマール社 (Toremar) がフェリーを運航している。
2004年4月21日からは交通量の調節のため、島を車両で訪れる場合には交通大臣の発行した書類が必要である。

## 文化・観光・施設
分離集落Giglio Castelloは、「イタリアの最も美しい村」クラブの加盟メンバーである。
カンペーゼの塔 (it:Torre del Campese) など、中世に海沿いに築かれたいくつかの塔がある。
- カステッロの市街
- カンペーゼの塔
- Spiaggia delle Cannelle